# Aphyolebias rubrocaudatus
Aphyolebias rubrocaudatus is een straalvinnige vissensoort uit de familie van killivisjes (Rivulidae). De wetenschappelijke naam van de soort is voor het eerst geldig gepubliceerd in 1984 door Seegers.